# Roland Albert Müller
Roland A. Müller (* 9. Januar 1936 in Buriet, Kanton St. Gallen, Schweiz; † 17. Juli 2016 in St. Gallen, Kanton St. Gallen, Schweiz) war ein Schweizer Entomologe, welcher sich insbesondere mit den Libellen (Odonata) der Philippinen und den Schmetterlingen der Schweiz beschäftigte.

## Leben
Roland Albert Müller wuchs im östlichsten Teil des Kantons St. Gallen auf. Sein naturkundliches Interesse zeigte sich bereits in frühester Kindheit. Er widmete sich der Vogelwelt seines Heimatdorfes und später begann auch sein Interesse für Entomologie. Dabei interessierte er sich besonders für Schmetterlinge. Zusammen mit seinem Vater züchtete er tropische Vögel und andere Kleintiere auf dem elterlichen Grundstück.
Nach dem Schulabschluss in den 1950er Jahren konnte seine Familie ihm das Studium nicht bezahlen und so begann er eine Tätigkeit als Schlosser bei den Flug- und Fahrzeugwerken Altenrhein. Später arbeitete er als Lifttechniker.
Ab Februar 1971 arbeitete Müller als Präparator am Naturmuseum St. Gallen. Ab November 1986 war er für das Staatsarchiv St. Gallen tätig. Aus gesundheitlichen Gründen ging er am 1. Februar 1999 in die Pension.
1962 heiratete er Myrtha Blum, mit der er vier gemeinsame Kinder hatte. Seine erste Frau verstarb nach schwerer Krankheit im Jahr 1969. Im Jahr 1972 heiratete er Anna-Maija Kaltula, mit der er einen gemeinsamen Sohn hatte. Zusammen mit seiner zweiten Frau wohnte er bis zu seinem Tod in einem großen Haus in St. Gallen.

## Entomologisches Wirken
Aufgrund seiner beruflichen Kenntnisse erfand Roland A. Müller im Jahr 1970 ein neues Fallensystem, um nachtaktive Insekten anzulocken. Noch heute wird der „Leuchtturm nach Roland A. Müller“ vielfach in der Fachwelt angewendet. Dabei handelt es sich um ein weißes Stück Gaze, welches oben und unten an einem Ring befestigt ist und mittig von einer Stange gestützt wird. An der Stange wird eine Lichtquelle befestigt. Dadurch können Insekten in 360 Grad angelockt werden.
Roland untersuchte die lokale Insektenfauna der Nordostschweiz und von Liechtenstein. Er war Mitglied des Entomologischen Vereins Alpstein.
Im Jahr 1974 bereiste er Kolumbien und Ecuador und sammelte verschiedentlich Insekten. Dabei entdeckte er seine Leidenschaft für die tropische Natur und die Kultur ferner Länder. 1979 folgte eine Expedition nach Neuguinea und dem Bismarck-Archipel.
Im Jahr 1985 unternahm er seine erste Expedition auf die Philippinen, wobei er die Inseln Mindanao, Palawan und Luzon untersuchte. Dabei wurde er erstmals auf die vielfältige Libellen-Fauna dieses Archipels aufmerksam, welche zuvor kaum beachtet wurden. Er konnte auf dieser Reise 59 verschiedene Arten nachweisen. Seine zweite Expedition führte ihn 1986 abermals nach Mindanao und nach Sibuyan, wobei er 45 Libellen-Arten nachweisen konnte.
In den Jahren 1987 bis 1997 unternahm er sieben weitere Expeditionen auf die Philippinen, wobei er die Inseln Negros, Cebu, Homonhon, Mindoro, Tawi-Tawi, Sibutu und Bongao besuchte. Zusammen mit Einheimischen und Wissenschaftlern aus verschiedenen Ländern untersuchte er dabei Vögel, Säugetiere und andere Tiergruppen (zum Beispiel Käfer).
Aufgrund gesundheitlicher Probleme konnte Müller seine für 1998 bereits geplante Expedition nicht mehr antreten. Er kehrte nie wieder auf die Philippinen zurück.
Insgesamt konnte Müller etwa 35.000 Libellen auf den Philippinen sammeln, welche zu rund 260 Arten gehören, wovon 22 zuvor unbekannt waren. Die umfangreiche Sammlung von Roland A. Müller befindet sich heute im Naturalis Leiden in den Niederlanden. Noch immer wird an der Sammlung geforscht, welche auch heute noch bisher unbeschriebene Arten enthält.
Müller leistete einen großen Beitrag zur Biodiversitätsforschung in einem der Biodiversitäts-Hotspots der Erde, gerade zu einer Zeit, wo zusammenhängende Regenwälder auf den Philippinen noch vorhanden waren.
In seinen letzten Jahren beschäftigte sich Müller besonders mit der Zucht tropischer Käfer und Schmetterlinge. Viele Arten wurden von ihm erstmals nach Europa gebracht.
Als Ergebnis seiner Expeditionen auf die Philippinen, beschrieb Müller u. a. vier Arten neu für die Wissenschaft:
- Drepanosticta moorei van Tol & Müller, 2003[8]
- Onychogomphus treadawayi Müller & Hämäläinen, 1993[9]
- Pseudagrion buenafei Müller, 1996[10]
- Teinobasis hamalaineni Müller, 1992[11]

## Ehrung
Da Müller auf seinen Expeditionen neue Arten entdeckte und er sich einen Namen in Fachkreisen machte, wurden bisher sieben Arten ihm zu Ehren benannt:
- Berosus muellerorum Seidel, Sýkora, Leschen & Fikáček, 2021[12] – Ein Käfer der Familie Wasserkäfer (Hydrophilidae) aus Neuseeland.
- Drepanosticta pistor van Tol, 2005[13] – Eine Libelle von den Philippinen.
- Goera rolandmuelleri Malicky & Chantaramongkol, 1992[14] – Eine Köcherfliege von den Philippinen.
- Gynacantha rolandmuelleri Hämäläinen, 1991[15] – Eine Libelle von den Philippinen.
- Megalopinus rolandmuelleri Mainda, 2022 – Ein Käfer der Familie Kurzflügler (Staphylinidae) von den Philippinen.[16]
- Risiocnemis rolandmuelleri Hämäläinen, 1991[17] – Eine Libelle von den Philippinen.
- Thopeutica rolandmuelleri Cassola, 2000[18] – Ein Käfer der Familie Sandlaufkäfer (Cicindelidae) von den Philippinen.[3]